# Тыльнер, Григорий Фёдорович
Григорий (Георгий) Фёдорович Тыльнер (8 января 1900 — 1 февраля 1969) — советский милиционер, полковник милиции; за тридцать пять лет службы в Московском уголовном розыске прошел служебную лестницу от агента (так в 1920-е годы назывались оперуполномоченные МУРа) до заместителя начальника уголовного розыска столичной милиции.

## Биография
В ноябре 1917 года, будучи гимназистом, пошёл работать в милицию. Сначала работал в уголовно-следственной части второго Тверского комиссариата московской милиции, в 1919 году перешёл на работу в МУР.
С 1940 по 1943 годы, когда МУР возглавлял Касриель Рудин, его заместителем был майор Григорий Тыльнер. Именно Тыльнер со своими коллегами осенью 1941 года по поручению советской контрразведки разыскал немецкий шифровальный аппарат, представлявший большую ценность для военного командования и похищенный (как позже выяснилось, голодными детьми) из грузовика во время перевозки.
В октябре 1941 года под руководством Григория Фёдоровича Тыльнера была ликвидирована банда братьев Шабловых, в которую входили пятнадцать соучастников. Эти преступники отметились в криминальной хронике военного времени рядом бандитских вылазок — вооружёнными нападениями на продовольственные склады.
В 1954 году Г. Ф. Тыльнер вышел в отставку. Затем несколько лет, пока позволяло здоровье, читал лекции курсантам Московской специальной школы милиции.
Умер в Москве 1 февраля 1969 года. Похоронен на Ваганьковском кладбище.
Г. Ф. Тыльнер упоминается в книгах Юлиана Семёнова «Тайна Кутузовского проспекта» и «Противостояние», Льва Шейнина «Записки следователя» и Виктора Вучетича «Передайте в „Центр“». Тыльнер является одним из главных героев романа Эдуарда Хруцкого «Тени кафе „Домино“», действие которого происходит в начале 1920-х гг.; в сюжете использованы материалы реальных уголовных дел того времени. Также Тыльнер является прототипом полковника Зотова из кинофильма «Дело „пёстрых“» (Зотова сыграл Владимир Кенигсон).

## Награды
- Награждён орденом Ленина, двумя орденами Красного Знамени, орденом Красной Звезды и четырьмя медалями, а также трижды — почётным оружием.
- В 1936 году награждён знаком «Почётный работник ВЧК-ОГПУ»[2].